# Messelastur gratulator
Messelastur gratulator — викопний вид птахів родини Messelasturidae, щодо систематичного положення якої ведуться суперечки. Родину відносять або до соколоподібних (Falconiformes) або папугоподібних (Psittaciformes). Вид існував у еоцені (48-40 млн років тому). Голотип (номер SMF-ME 2024) знайдений у кар'єрі Мессель у Німеччині. Він складається з неповного черепа та 15 хребців.